# Notus minutus
Notus minutus är en insektsart som beskrevs av Vilbaste 1966. Notus minutus ingår i släktet Notus och familjen dvärgstritar. Inga underarter finns listade i Catalogue of Life.